# Somlai Rezső
Somlai Rezső, született Stolzpart Rezső Vencel (Kispest, 1911. május 22. – Budapest, 1983. október 4.) magyar labdarúgó középpályás. Az 1934-es olaszországi világbajnokság magyar keretének tagja volt.

## Családja
Stolzpart Vencel téglagyári munkás és Simcsák Anna fiaként született. 1942. január 30-án Budapesten feleségül vette Sári Erzsébetet.

## Pályafutása

### A válogatottban
Az 1934-es világbajnokságon kerettagként szerepelt a magyar válogatottban. Bár Egyiptom és az Ausztria elleni mérkőzésen is a kispadon ült, nem szerepelt a válogatottban.

### Edzőként
Edzői pályafutását az 1945–1946-os magyar bajnokságban kezdte és a Szolnok együttesével a 13-ik helyen végzett a táblázaton.
1947. október 12-én egy Jugoszlávia elleni mérkőzés erejéig irányította a bolgár nemzeti tizenegyet, ami 2-1-es vereséggel végződött.
A lemondását követően maradt Bulgáriában és a Levszki Szófia csapatánál 1948. december 11-től 1949. július 13-ig edzősködött. 5 mérkőzésen 2 győzelem és 3 döntetlen volt a mérlege.